# Jerzy Pajączkowski-Dydyński
Jerzy Pajączkowski-Dydyński (né le 19 juillet 1894 à Lemberg - mort le 6 décembre 2005 à Grange-over-Sands) est un supercentenaire et militaire polono-britannique. 

## Biographie
Il est né le 19 juillet 1894 à Lwów de Włodzimierz Pajączkowski (1864-1943), médecin et de Wanda Sękowska (1865-1948),. En 1901 il s'installe avec sa famille à Sanok où son père devient directeur d'hôpital,. En 1912 il est reçu bachelier avec mention,. La même année il entreprend des études de droit à l'Université de Lwów. Dès 1915 il sert dans l'armée austro-hongroise, l'année suivante il est transféré sur le front albanais. Fait prisonnier par les Italiens en novembre 1918 il est libéré le mois suivant grâce à la mission militaire franco-polonaise en Italie. Envoyé en France il incorpore l'Armée bleue avec laquelle il revient en Pologne. Il intègre l'Armée polonaise et participe à la guerre soviéto-polonaise avec le grade de lieutenant.
Dans les années 1921-1923 il complète ses études à l'École supérieure de guerre à Varsovie. Entre-deux-guerres il effectue des différentes fonctions à l'état-major. Le 1er septembre 1939 il est affecté au commandement général, le 18 septembre il passe la frontière avec la Roumanie où il est intérné. Ensuite il arrive en France et finalement, en juin 1940 il gagne l'Angleterre. Il devient commandant de la garnison polonaise à Perth. Il traduit également les règlements militaires britanniques pour les besoins de l'Armée polonaise.
Après la guerre il reste en exil et s'installe à Édimbourg où il travaille en tant que jardinier. En 1964 il est promu au grade de colonel par le général Władysław Anders.
Jerzy Pajączkowski-Dydyński est mort le 6 décembre 2005 à Grange-over-Sands.

## Decorations
- Croix d'Officier de l'Ordre Polonia Restituta - le 19 avril 2001[11]
- Croix de la Valeur polonaise - (1920)
- Croix d'argent du mérite - (1925)

## Promotions militaires
- capitaine - le 1er juin 1919
- commandant - le 1er décembre 1924
- lieutenant-colonel - le 27 juin 1935
- colonel - 1964